# Бойно-Родзевич, Сергей Аркадьевич
Сергей Аркадьевич Бойно-Родзевич (7 июля 1883, Могилевская губерния — до 1978) — русский военачальник, генерал-майор. Участник Первой мировой и Гражданской войн, а также Белого движения в Сибири.

## Биография
Родился 7 июля 1883 года в Могилевской губернии в православной семье.

### Образование
Окончил Нижегородский кадетский корпус в 1902 году.
С 1902 по 1904 годы обучался в Павловском военном училище.
Теоретические авиационные курсы при Санкт-Петербургском политехническом институте
Выпускник Севастопольской авиационной школы 1912 года.

### На военной службе
9 августа 1904 года был выпущен в 21-й саперный батальон. Подпоручик — с 09.08.1904.
С 28.10.1904 — младший офицер 1-й роты.
С 20.12.1905 — заведующий обучением в унтер-офицерском классе.
С 17.01 по 11.05.1906 — находился в командировке с командой от 9-го армейского корпуса в депо Бухеду КВЖД. С 28.06.1906 — батальонный адъютант.
10 августа 1907 года был прикомандирован к 5-му саперному батальону. Поручик — с 01.10.1907. С 23 ноября этого же года — командирован в Учебный воздухоплавательный парк для прохождения курса офицерского класса. 5 декабря был переведен в 6-й Восточно-Сибирский саперный батальон.
24 октября 1908 года был переведен во 2-й Восточно-Сибирский воздухоплавательный батальон. 29.09.1908 — окончил курс Офицерского класса Учебного воздухоплавательного парка.
С 19.06.1909 — командир 2-й роты.
С 10.08.1911 — помощник начальника хозяйственной части 4-й Сибирской воздухоплавательной роты,штабс-капитан.
С марта 1913 — начальник 18-го корпусного авиационного отряда.
С 29.03.1914 по 26.06.1915 — служба в 3-й воздухоплавательной роте.
С 26.06.1915 — командующий 7-й авиационной ротой. Капитан — с 15.10.1915.
С 14.04.1916 — командир 12-го авиационного дивизиона.
С 16.11.1917 — помощник Инспектора авиации армий Юго-Западного фронта по технической части.
23 августа 1917 года был произведен в подполковники.
С 29 сентября 1918 года был заведующий авиацией и воздухоплаванием Сибирской армии.
С марта по июнь 1919 года — начальник Воздушного флота армий адмирала А. В. Колчака. 15 июня этого же года был отстранен от должности и назначен в резерв чинов при штабе Омского военного округа. После поражения армий Колчака попал в плен к красным.

### В эмиграции
В эмиграции проживал в Польше, служил в армии этого государства.

## Награды
- Награждён орденами Св. Станислава 3-й степени (1907, «за отлично усердную службу и труды понесенные во время походной жизни»), Св. Анны 3-й степени (1911), Св. Станислава 2-й степени с мечами (1914), Св. Анны 2-й степени с мечами (1915), Св. Георгия 4-й степени (1915, «за то, что состоя в 18-м корпусном авиационном отряде, в бою 26-го мая 1915 г., получив задание на воздушную разведку, совершил таковую при крайне неблагоприятных атмосферных условиях, подвергшись обстрелу немецкой артиллерии, причем аппарат его получил много пробоин. Подвергая свою жизнь явной опасности, добыл самые точные сведения о противнике, чем дал возможность своевременно принять соответствующие меры, для нанесения удара и для отброса противника за р. Днестр»), Св. Владимира 4-й степени с мечами и бантом (1915).
- Также был награждён Георгиевским оружием (1915, «за то, что в боях 18-26-го августа 1914 г. произвел ряд воздушных разведок под огнём противника в районе Юзефов-Ополе-Овчарна-Гурна-фольв. Эльжбета, доставил сведения, повлиявшие на успешный ход дальнейших операций»).

## Память
- В ЦГАКФД Санкт-Петербурга хранятся фотографии, на которых присутствует Бойно-Родзевич[2].